# Foss (Oregon)
Foss az Amerikai Egyesült Államok északnyugati részén, Oregon állam Tillamook megyéjében, az Oregon Route 53 és a Nehalem folyó közelében elhelyezkedő önkormányzat nélküli település. Itt található a National Weather Service egy vízszintmérője.
Névadója Herbert Foss földtulajdonos. A posta 1928 és 1943 között működött. Egykor itt volt a Southern Pacific Transportation Company vasútállomása.
A Camp Nehalem munkásszálló a településtől északra feküdt.

## Fordítás
- Ez a szócikk részben vagy egészben  a   Foss, Oregon című angol Wikipédia-szócikk ezen változatának fordításán alapul.  Az eredeti cikk szerkesztőit annak laptörténete sorolja fel. Ez a jelzés csupán a megfogalmazás eredetét és a szerzői jogokat jelzi, nem szolgál a cikkben szereplő információk forrásmegjelöléseként.